# ترانسفورماتور ایزولاسیون

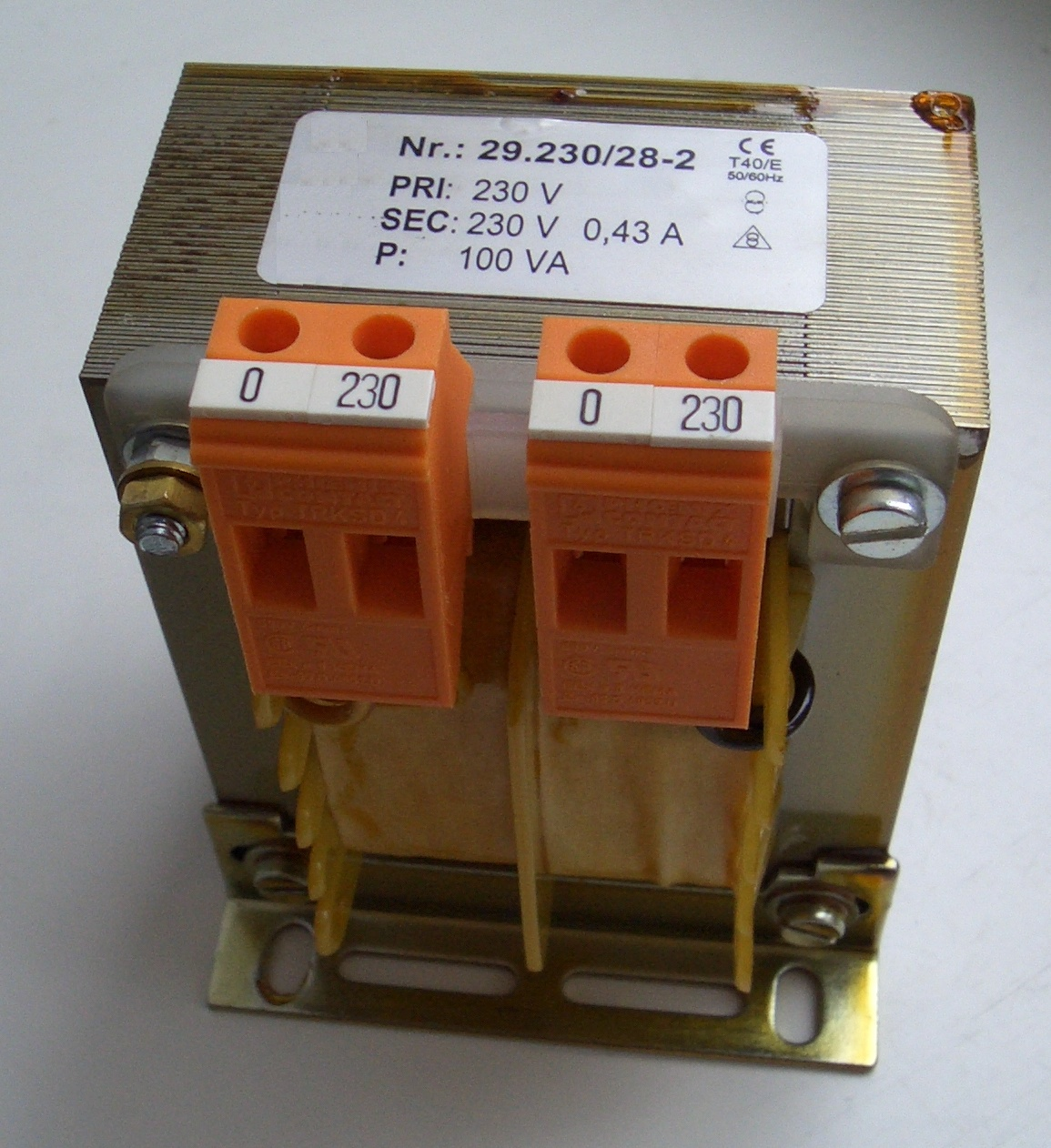
یک ترانسفورماتور ایزوله ۲۳۰ولت با نسبت تبدیل یک به یک

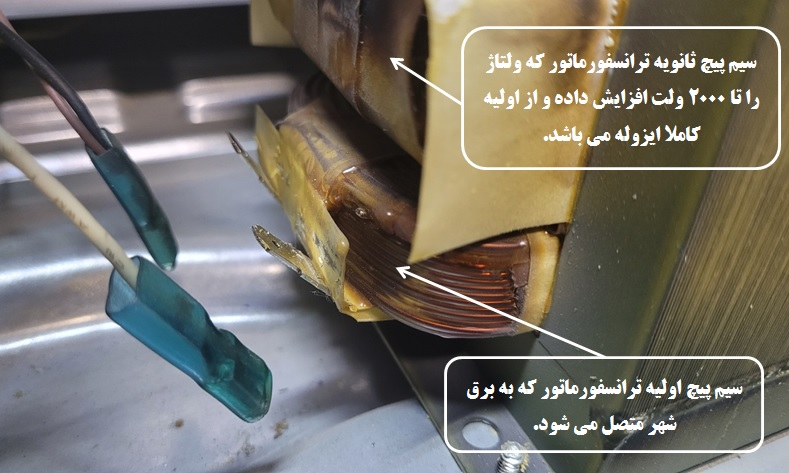
یک ترانسفورماتور ایزوله افزاینده از 220 به 2000 ولت مورد استفاده در اجاق مایکروویو

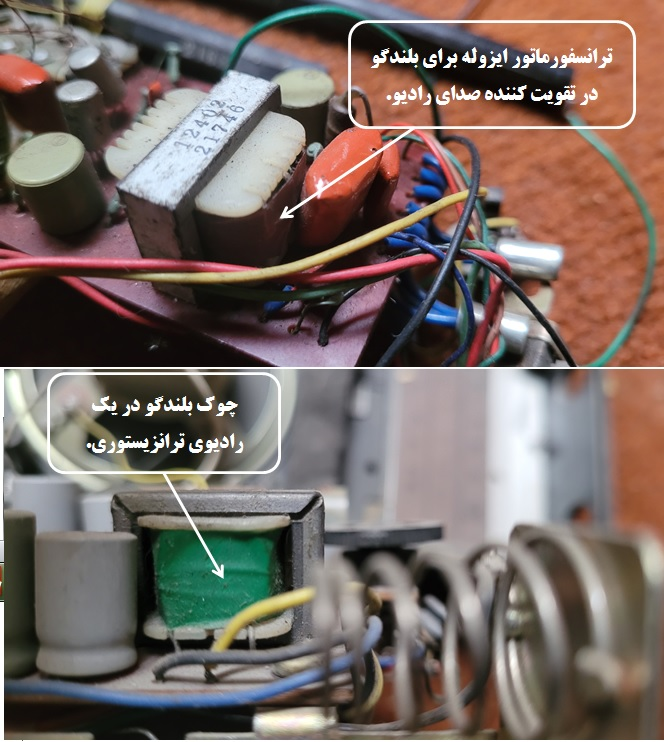
چوک های بلندگو یا ترانسفورماتورهای ایزوله برای بلندگو

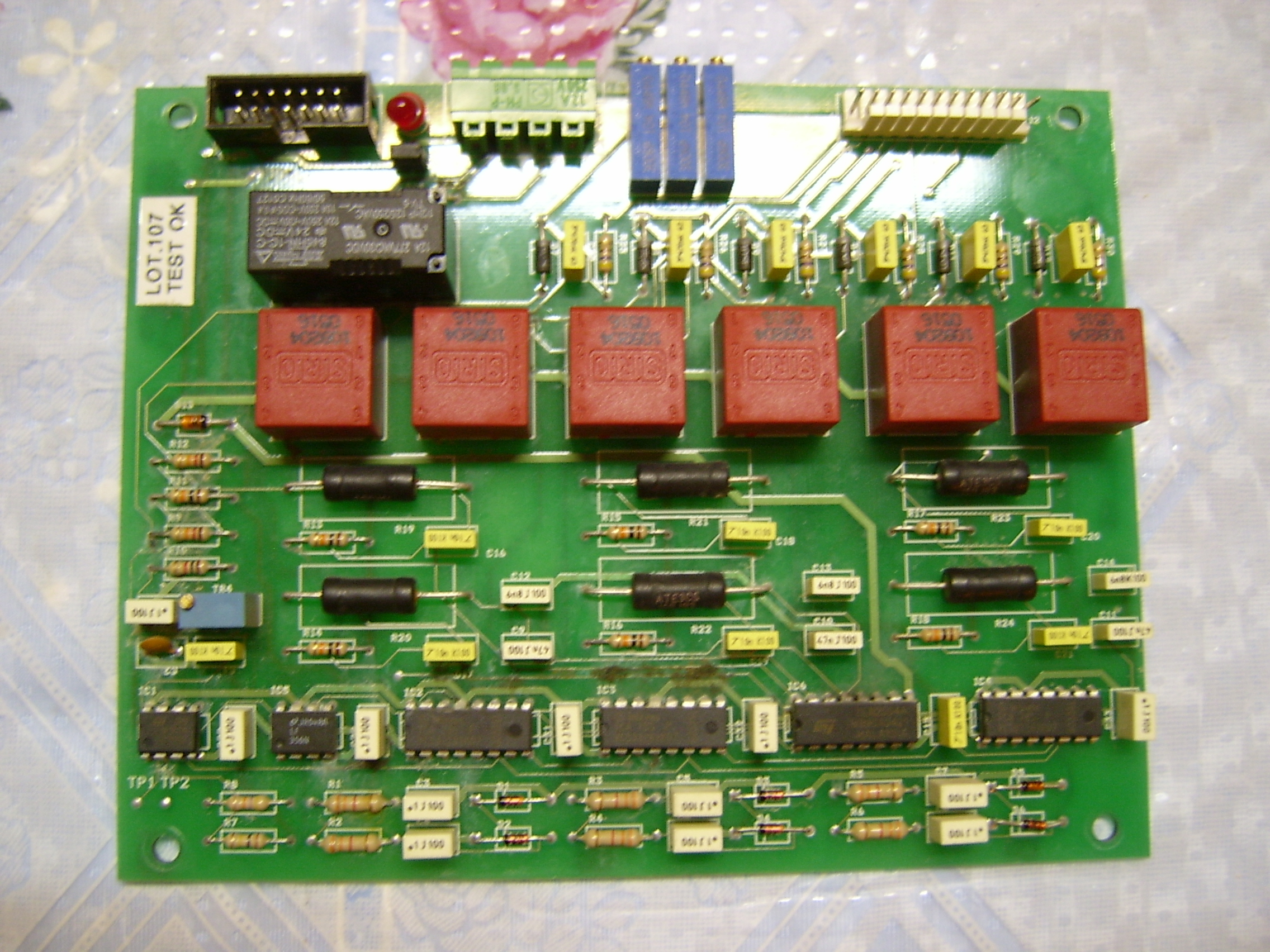
ترانسفورماتورهای پالس در پوشش قرمز رنگ عایق

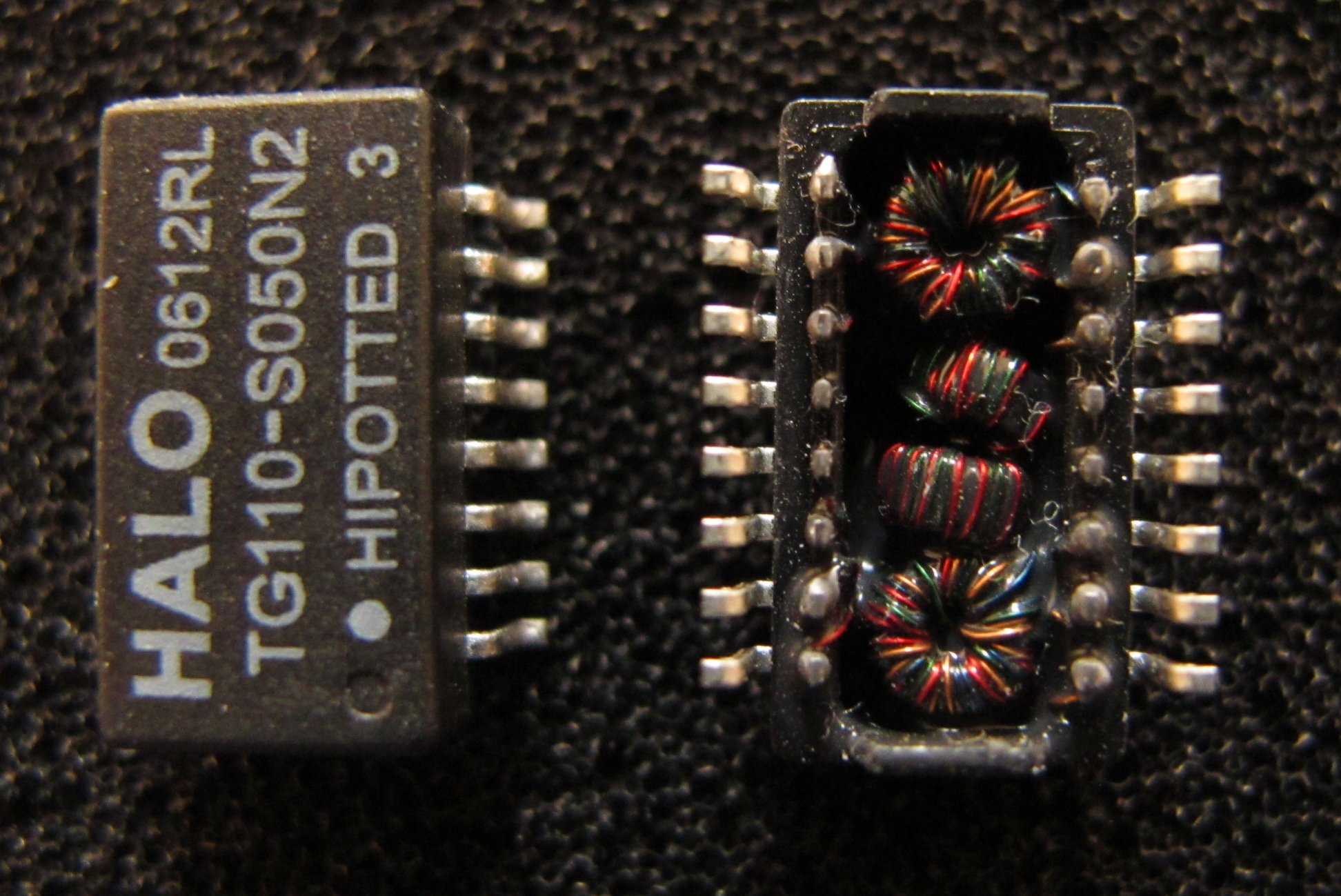
ترانسفورماتورهای پالس به صورت SMD که در مدارهای میانجی در شبکه های رایانه ای به کار برده شده

### ترانسفورماتور ایزولاسیون
(انگلیسی: Isolation transformer) یا ترانس ایزوله معمولاً به دلایل حفاظتی برای انتقال توان الکتریکی از یک منبع ac به تجهیزات و وسایل دیگر مورد استفاده قرار می‌گیرد.در واقع از ارتباط مستقیم وسیله دریافت کننده ی انرژی برق به منبع الکتریکی جلوگیری می نماید در حالی که امکان انتقال انرژی برق به آن وسیله را از میان نمی برد. این نوع جداسازی وسیله از منبع انرژی برق را اصطلاحاً ایزولاسیون الکتریکی (جداسازی گالوانیک) می نامند. در ایزولاسیون الکتریکی علیرغم عدم ارتباط الکتریکی مستقیم میان وسیله مصرف کننده و منبع انرژی الکتریکی، امکان انتقال انرژی برق به مصرف کننده از راه هایی مانند القاء مغناطیسی (مشابه ترانسفورماتورها) یا القاء الکتریکی خازن ها یا تابش یا نور یا مکانیکی وجود دارد. در واقع واژه ی ایزولاسیون در اینجا هم اشاره به این جدایی گالوانیکی دارد.در صورتی که با کاربرد ایمن سازی نسبت به خطرات برق گرفتگی به کار برده شوند این نوع ترانس‌ها  با نسبت یک به یک سیم‌پیچی می‌شوند و از بروز شوک الکتریکی در افراد جلوگیری می‌کنند. البته باید یادآوری شود که اگر شخص با یکی از سرهای این ترانس در ثانویه و زمین به طور هم زمان تماس داشته باشد، دچار شوک و برق گرفتگی نخواهد شد، ولی تماس با هر دو سر سیم پیچ ثانویه شوک الکتریکی و مخاطرات برق گرفتگی را در پی خواهد داشت. امّا نمونه ی بارزتر از ترانس های ایزوله که بیشتر در دسترس عموم قرار دارند، ترانسفورماتورهای کاهنده ای هستند که در تجهیزات الکترونیکی به ویژه تجهیزات الکترونیکی صوتی مانند ضبط صوت ها، تقویت کننده های صوتی، رادیوهای ترانزیستوری و مانند اینها به کار رفته اند. این ترانسفورماتورها علاوه بر کاهش ولتاژ برق شهر، وسیله ای را هم که تغذیه می نمایند از برق شهر ایزوله و عایق نموده و از خطرات برق گرفتگی نیز جلوگیری به عمل می آورند. البته ترانس های ایزوله در برخی موارد مانند اجاق های مایکروویو به صورت افزاینده می باشند. 
ترانسفورماتور ایزولاسیون از انتقال مؤلفه DC مدار به مدار دیگر جلوگیری می‌کند ولی به مؤلفه‌های ac اجازه عبور می‌دهد. این نوع ترانسفورماتورها نیز در وسایل صوتی مانند تقویت کننده های صدا و حتّی دستگاه های تلفن تحت عنوان چوک بلندگو به کار برده شده اند. در واقع برای جلوگیری از عبور جریان DC از بلندگو یا گوشی تلفن (نوعی بلندگو محسوب می شود.) که منجر به کاهش شدید صدا می شود، در تقویت کننده به ویژه در گذشته از چوک بلندگو استفاده می شده است. این ترانسفورماتور علاوه بر حذف جریان DC کار انطباق امپدانس میان تقویت کننده و بلندگو را هم انجام می دادند.

## درباره اصطلاح ایزوله
در کلّ همه ی ترانسفورماتورها به استثنای اتوترانسفورماتورها را می توان ترانس های ایزوله دانست زیرا اصل جدایی گالوانیک یا ایزولاسیون الکتریکی در مورد همه ی آنها صدق می نماید. به همین دلیل ترانسفورماتورهای پست های برق از جمله تمام ترانسفورماتورهای پست های توزیع انرژی برق نیز در زمره ی ترانس های ایزوله قرار می گیرند. امّا شاید یک ویژگی در ترانسفورماتورهای تحت عنوان ترانس ایزوله بیش از ترانسفورماتورهای معمولی مورد توجّه قرار داده شده که آن را تا حدودی از بقیه ترانسفورماتورها می تواند متمایز نماید. این ویژگی مربوط به ظرفیت های خازنی میان دو سیم پیچ اولیه و ثانویه می باشد. از آنجایی که عبور جریان های AC از طریق این ظرفیت های خازنی وجود دارد، در تحقق هدف ایزوله نمودن الکتریکی این ظرفیت های خازنی مزاحمت ایجاد می نمایند. لذا در مورد ترانس هایی که روی نام ایزوله آنها بیشتر تأکید شده به طور اخص روش هایی مانند به کارگیری از شیلد فاراده زمین شده به منظور کاهش این ظرفیت های خازنی به کار برده شده تا عبور جریان های نشت AC میان اولیه و ثانویه را بیش از ترانسفورماتورهای معمولی محدود نماید. زیرا عبور این جریان ها منجر به بروز نویزهایی خواهد شد. شیلد فاراده می تواند یک نوار فلزی یا یک سیم پیچ دیگری باشد که میان اولیه و ثانویه قرار بگیرد. این شیلد باید به زمین متصل شود. یک نمونه از این نوع ترانس های دارای شیلد، ترانس های افزاینده مورد استفاده در اجاق های مایکروویو می باشند.

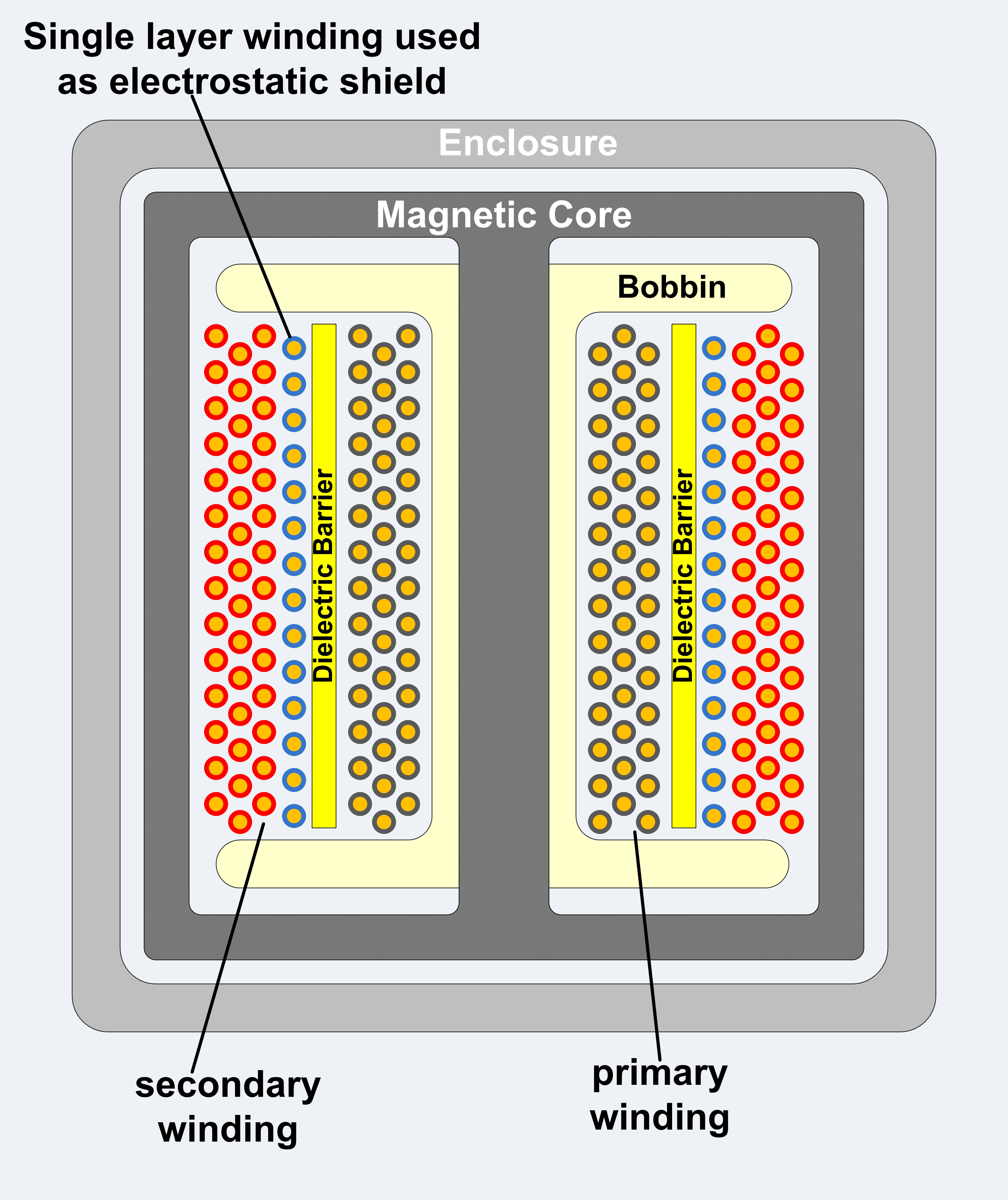
ترانسفورماتور ایزوله که دارای یک سیم پیچ یک لایه به عنوان شیلد بین دو سیم پیچ اولیه و ثانویه است

## کاربردها

### ترانس‌های پالس
برخی ترانس‌های کوچک از این نوع، در مدارهای پالس استفاده می‌شوند.این ترانسفورماتورها برای رساندن پالس های فرمان به گیت تریستور به کار می رود. به کمک این ترانسفورماتور می توان مدار کنترل تریستور را از برق شهر یا برق با ولتاژ بالا جدا نگهداشت.
علاوه براین ترانسفورماتورهای پالس در مدارهای میانجی در شبکه های رایانه ای به کار برده می شوند. شاید به کار بردن واژه ی پالس در مورد این ترانسفورماتور با آنچه در مورد مدارهای کنترل تریستورها بیان شد هماهنگی کامل نداشته باشد. این نوع ترانسفورماتورها بیشتر تحت عنوان ترانسفورماتورهای LAN شناخته شده و برای حذف نویزهای ناشی از تشکیل جریان های زمین به کار برده می شوند. در این مورد نیز ویژگی ایزوله کننده گی ترانسفورماتور منجر به قطع مدار عبور جریان های زمین در درون شبکه های LAN می شود. 

## ترانسفورماتور ایزوله برای تأمین برق تجهیزات تحت ولتاژهای بالا
برخی مواقع ترانسفورماتور ایزولاسیون را برای رساندن برق به وسیله ای و دستگاهی به کار می رود که تحت پتانسیل های بالاتر از پتانسیل زمین می باشند. یک نمونه از این تجهیزات چراغ اخطاری است که بر بالای دکل های رادیویی جهت کنترل ترافیک هوایی به منظور مشخص نمودن موانع در مسیر پرواز استفاده می شود. چون این نوع دکل ها در واقع به عنوان آنتن سامانه رادیویی مورد استفاده قرار می گیرند و جریان های با فرکانس رادیویی از بدنه دکل می گذرد، در صورت اتصال مستقیم برق و بدون ترانس ایزوله به چراغ بالای دکل، جریان های رادیویی عبور کرده از دکل از طریق چراغ به زمین اتصالی پیدا کرده و انرژی رادیویی تلف می گردد. ضمن اینکه ولتاژ این دکل ها (دکل هایی که به فرستنده های رادیویی با توان چشمگیر وصل شده و نقش آنتن آنها را ایفاء می کنند.)نسبت به زمین بسیار بالاتر(برای نمونه 1000 ولت) می باشد و  برای جلوگیری از به هدر رفتن انرژی رادیویی، برق توسط یک ترانس ایزوله به این چراغ رسانده می شود. این ترانس باید قابلیت عایق نمودن مناسب میان دکل و برق شهر را داشته باشد. این نوع ترانسفورماتور ایزولاسیون تحت عنوان ترانسفورماتور اوستن شناخته می شود. 

## بیمارستان
این نوع ترانس کاربرد فراوانی در بیمارستان و به ویژه در اتاق عمل دارد.